# Новосад (Волгоградская область)
Новосад — посёлок в Светлоярском районе Волгоградской области, в составе Приволжского сельского поселения.

## География
Посёлок Новосад расположен в 1,3 км к востоку от посёлка Приволжский на правом берегу реки Большая Тингута.

## История
Впервые обозначен на американской карте СССР 1950 году как населённый пункт без названия. По состоянию на 1971 год — в составе Приволжского сельсовета Светлоярского района Волгоградской области.

## Население
| 2010 |
| ---- |
| 508  |